# Somirszo Wohidow
Somirszo Wohidow (ur. 7 czerwca 1987) – tadżycki zapaśnik walczący w stylu wolnym. Zajął piętnaste miejsce na mistrzostwach świata w 2011. Ósmy na igrzyskach azjatyckich w 2014. Srebrny medal na mistrzostwach Azji w 2014. Trzeci na uniwersyteckich mistrzostwach świata w 2010. Siódmy na Uniwersjadzie w 2013, jako zawodnik Tajik State Pedagogical University w Duszanbe.